# Savinjska statisztikai régió
Savinjska Szlovénia 12 statisztikai régiójának egyike. Területe 2384 km², lakosságának száma 257 375 volt 2005-ben. A legnagyobb városa Celje. A Savinja folyóról kapta nevét.

## Községek a régió területén
A statisztikai régió területén a következő községek (szlovénül občina) találhatók: Braslovče, Celje, Dobje, Dobrna, Gornji Grad, Kozje, Laško, Ljubno, Luče, Mozirje, Nazarje, Podčetrtek, Polzela, Prebold, Radeče, Rečica ob Savinji, Rogaška Slatina, Rogatec, Slovenske Konjice, Solčava, Šentjur, Šmarje pri Jelšah, Šmartno ob Paki, Šoštanj, Štore, Tabor, Velenje, Vitanje, Vojnik, Vransko, Zreče és Žalec.

## Gazdaság
Foglalkoztatási ágak: 47,3% szolgáltatások, 46,3% ipar, 6,7% mezőgazdaság.

## Turizmus
- A Szlovéniát látogatóknak 10% jön el ebbe a régióba, azok közül 58,6% Szlovéniából jött.